# DevilDriver
DevilDriver ist eine US-amerikanische Metal-Band aus Santa Barbara, Kalifornien. Ihr gleichnamiges Debütalbum erschien im Jahr 2003 bei Roadrunner Records. Die Band wurde von Dez Fafara gegründet, welcher zuvor durch die Nu-Metal-Band Coal Chamber bekannt geworden war.

## Werdegang

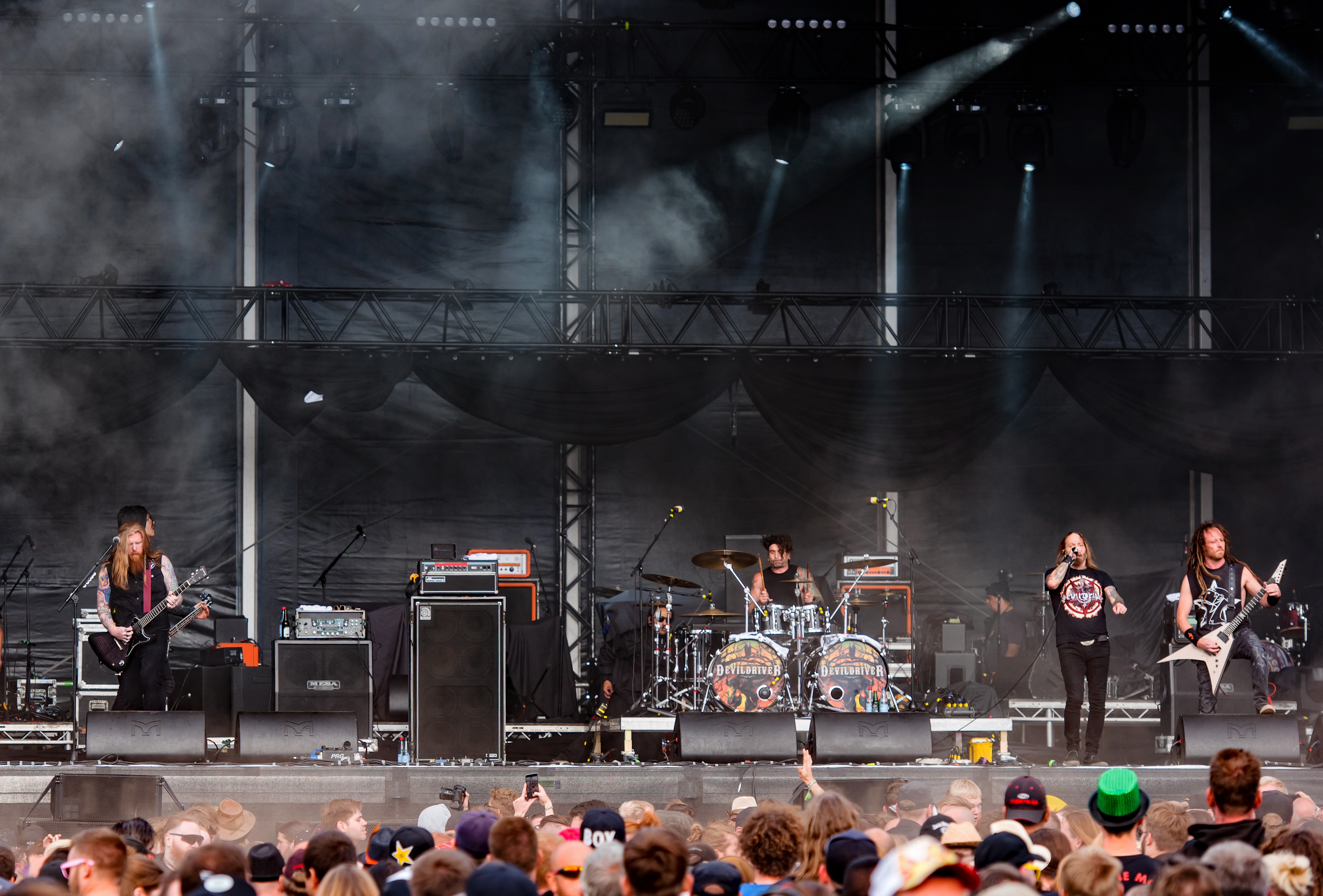
DevilDriver auf dem Reload Festival 2018

Im Alter von 15 Jahren hatte Bassist Jon Miller, zusammen mit Gitarrist Jeff Kendrick und Schlagzeuger John Boecklin, bereits eine Band mit dem Namen Area-51 an der Highschool gegründet. Sie spielten hauptsächlich Cover-Versionen von Metallica-, Slayer- und Pantera-Songs. Im Jahr 2002 trafen die Drei auf Coal-Chamber-Sänger Dez Fafara, der mitten in den Aufnahmen zum Album Dark Days steckte, jedoch mit dem Gedanken spielte, die Band verlassen zu wollen. Die Band formierte sich dann unter dem ursprünglichen Namen Deathride, allerdings störte Fafara von Anfang an, dass es schon Bands mit diesem Namen gab. Außerdem gelang es dem Label der Band Roadrunner Records nicht, das Copyright für diesen Namen zu sichern. Auf der Suche nach einem neuen Namen sammelten die Bandmitglieder fast 200 Namen zusammen. In einem Buch seiner Frau über Stregheria entdeckte Fafara schließlich den Namen DevilDriver.
Am 21. Oktober 2003 wurde das Debütalbum mit Namen DevilDriver bei Roadrunner Records veröffentlicht und stieg sofort auf Platz 17 der US-amerikanischen Top Heatseeker Charts ein. Gründungsmitglied und Hauptsongschreiber Evan Pitts, der nach Aussage seines Nachfolgers Mike Spreitzer gut 90 Prozent der Musik des Debütalbums geschrieben hatte, verließ DevilDriver nach der Veröffentlichung des Albums, aufgrund des extrem dichten Tourprogramms.
2005 kehrte die Band ins Sonic Ranch Studio in der Nähe von El Paso, Texas zurück, um das Nachfolgealbum zu produzieren. The Fury of Our Maker’s Hand wurde am 28. Juni 2005 veröffentlicht und verkaufte sich 10.402 Mal in der ersten Woche.
Am 31. Oktober 2006 wurde das von Colin Richardson produzierte Album mit Bonusstücken und einer zusätzlichen DVD wiederveröffentlicht. Es schlossen sich Konzerte in den USA, Europa und Australien als Vorband unter anderem von In Flames, Fear Factory und Machine Head an. 2007 folgte mit The Last Kind Words das dritte volle Album der Band, das bis in die Top-100 der deutschen Charts vorstoßen konnte. Die Band spielte unter anderem auf dem Download-Festival in Donington Park, im November 2007 war DevilDriver außerdem Teil der australischen „Gigantour“ mit Lacuna Coil, Static-X und Megadeth. Im April 2008 erschien, pünktlich zum Beginn einer dort anstehenden Tournee, in Großbritannien eine EP mit dem Titel Head On to Heartache.

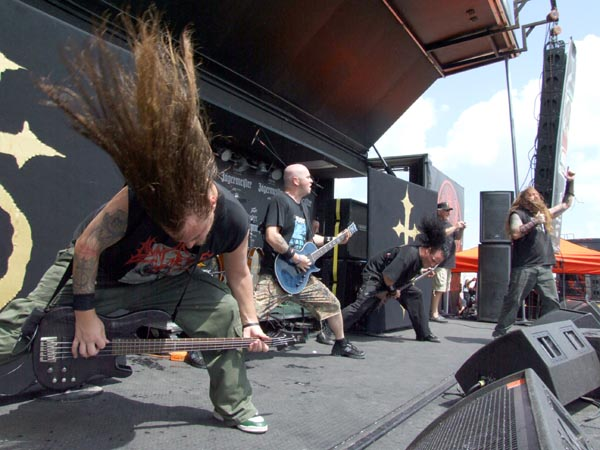
DevilDriver live auf dem Ozzfest 2007

In der Folge 6.10 von Scrubs ist die Band in zwei Szenen mit folgenden Songs zu hören:
1. Devil’s Son (Album: DevilDriver) und
2. Driving Down the Darkness (Album: The Fury of Our Makers Hand).

In Folge 6.15 waren sie erneut mit dem Song Driving Down the Darkness zu hören. Im Juli 2009 ist das Album Pray for Villains erschienen. Am 22. Februar 2011 folgte das inzwischen fünfte Studioalbum Beast.
Am 27. August 2013 erschien Winter Kills auf Napalm Records.
2014 verkündete Dez Fafara, dass die Band bis 2016 pausieren werde, da sich Fafara auf die Wiedervereinigung mit Coal Chamber konzentrieren wolle. Außerdem hätten die Gründungsmitglieder Jeff Kendrick und John Boecklin die Band verlassen, womit Fafara das einzige verbliebene Mitglied der Urbesetzung ist. Am 13. Mai 2016 erschien das Studioalbum Trust No One.

## Diskografie

### Studioalben
| Jahr | Titel Musiklabel                                | Höchstplatzierung, Gesamtwochen, AuszeichnungChartplatzierungen (Jahr, Titel, Musiklabel, Platzierungen, Wochen, Auszeichnungen, Anmerkungen) | Höchstplatzierung, Gesamtwochen, AuszeichnungChartplatzierungen (Jahr, Titel, Musiklabel, Platzierungen, Wochen, Auszeichnungen, Anmerkungen) | Höchstplatzierung, Gesamtwochen, AuszeichnungChartplatzierungen (Jahr, Titel, Musiklabel, Platzierungen, Wochen, Auszeichnungen, Anmerkungen) | Höchstplatzierung, Gesamtwochen, AuszeichnungChartplatzierungen (Jahr, Titel, Musiklabel, Platzierungen, Wochen, Auszeichnungen, Anmerkungen) | Höchstplatzierung, Gesamtwochen, AuszeichnungChartplatzierungen (Jahr, Titel, Musiklabel, Platzierungen, Wochen, Auszeichnungen, Anmerkungen) | Anmerkungen                            |
| Jahr | Titel Musiklabel                                | DE | AT | CH | UK | US | Anmerkungen                            |
| ---- | ----------------------------------------------- | --- | --- | --- | --- | --- | -------------------------------------- |
| 2003 | DevilDriver Roadrunner Records                  | — | — | — | — | — | Erstveröffentlichung: 28. Oktober 2003 |
| 2005 | The Fury of Our Maker’s Hand Roadrunner Records | — | — | — | — | US117 (1 Wo.)US | Erstveröffentlichung: 28. Juni 2005    |
| 2007 | The Last Kind Words Roadrunner Records          | DE92 (1 Wo.)DE | — | — | UK94 (1 Wo.)UK | US48 (4 Wo.)US | Erstveröffentlichung: 31. Juli 2007    |
| 2009 | Pray for Villains Roadrunner Records            | DE64 (1 Wo.)DE | AT61 (3 Wo.)AT | CH74 (1 Wo.)CH | UK60 (1 Wo.)UK | US35 (4 Wo.)US | Erstveröffentlichung: 14. Juli 2009    |
| 2011 | Beast Roadrunner Records                        | DE43 (1 Wo.)DE | AT40 (1 Wo.)AT | CH59 (1 Wo.)CH | UK51 (1 Wo.)UK | US42 (2 Wo.)US | Erstveröffentlichung: 22. Februar 2011 |
| 2013 | Winter Kills Napalm Records                     | DE24 (1 Wo.)DE | AT26 (1 Wo.)AT | CH45 (1 Wo.)CH | UK71 (1 Wo.)UK | US32 (1 Wo.)US | Erstveröffentlichung: 27. August 2013  |
| 2016 | Trust No One Napalm Records                     | DE44 (1 Wo.)DE | AT42 (1 Wo.)AT | CH43 (1 Wo.)CH | UK99 (1 Wo.)UK | US43 (1 Wo.)US | Erstveröffentlichung: 13. Mai 2016     |
| 2018 | Outlaws ‘Til the End, Vol. 1 Napalm Records     | DE47 (1 Wo.)DE | AT45 (1 Wo.)AT | CH49 (1 Wo.)CH | — | US172 (1 Wo.)US | Erstveröffentlichung: 6. Juli 2018     |
| 2020 | Dealing with Demons I Napalm Records            | DE61 (1 Wo.)DE | AT64 (1 Wo.)AT | CH81 (1 Wo.)CH | — | — | Erstveröffentlichung: 2. Oktober 2020  |
| 2023 | Dealing with Demons II Napalm Records           | — | — | — | — | — | Erstveröffentlichung: 12. Mai 2023     |

### EPs und Singles
- 2003: I Could Care Less (von DevilDriver)
- 2004: Nothing’s Wrong? (von DevilDriver)
- 2005: Hold Back the Day (von The Fury of Our Maker’s Hand)
- 2005: End of the Line (von The Fury of Our Maker’s Hand)
- 2007: Not All Who Wander Are Lost (von The Last Kind Words)
- 2008: Head On to Heartache (EP)
- 2009: Pray for Villains (von Pray for Villains)
- 2011: Dead to Rights (von Beast)

### Musikvideos
| Jahr | Titel                                |
| ---- | ------------------------------------ |
| 2004 | I Could Care Less                    |
| 2004 | Nothing’s Wrong                      |
| 2005 | Hold Back the Day                    |
| 2006 | End of the Line (Live Video)         |
| 2007 | Not All Who Wander Are Lost          |
| 2007 | Clouds Over California               |
| 2009 | Pray for Villains                    |
| 2009 | Fate Stepped In (Live Video)         |
| 2009 | Another Night in London (Live Video) |

| Jahr | Titel                     |
| ---- | ------------------------- |
| 2011 | Dead to Rights            |
| 2013 | The Appetite              |
| 2016 | Daybreak                  |
| 2016 | My Night Sky              |
| 2016 | Trust No One              |
| 2018 | (Ghost) Riders in the Sky |
| 2020 | Iona                      |
| 2020 | Nest of Vipers            |
| 2020 | Wishing                   |